# Crenavolva tokuoi
Crenavolva tokuoi is een slakkensoort uit de familie van de Ovulidae. De wetenschappelijke naam van de soort is voor het eerst geldig gepubliceerd in 1989 door Azuma.